# William Edward Frost

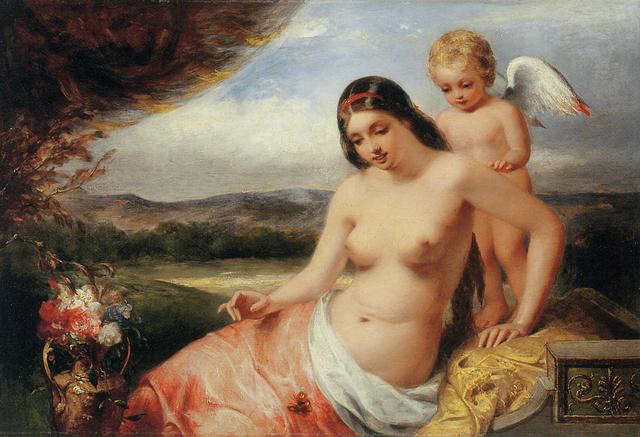
Venus und Cupido

William Edward Frost (* September 1810 in Wandsworth (Surrey); † 4. Juni 1877 in London) war ein englischer Maler.

## Leben
William Edward Frost trat 1829 in London als Schüler der Akademie ein und widmete sich anfangs vorzugsweise der Porträtmalerei. 1839 bekam er für sein erstes größeres Bild, Der gefesselte Prometheus, eine Medaille und später einen anderen Preis für einen dornengekrönten Christus.
Nachher richtete er sich mehr nach Etty, dem Maler schöner Frauengestalten, und schilderte vorzugsweise mythologische Gegenstände. Dahin gehören die seiner Zeit sehr bewunderten Bilder:
- Das Bacchanal,
- Die tanzenden Nymphen (1844),
- Diana und Aktäon (1846),
- Una und die Waldnymphen (1847),
- Euphrosyne,
- Die Sirene,
- Der entwaffnete Amor,
- Andromeda,
- Der Raub des Hylas,
- Der Frühlingsmorgen,
- Die Grazien,
- Narkissos

und ähnliche mythologische Darstellungen. Seine letzten bedeutenden Werke waren Eine Nymphe und Amor (1874) und Eine Bacchantin. Er starb am 8. Juni 1877.